# Bad Häring
Bad Häring é um município da Áustria, situado no distrito de Kufstein, no estado do Tirol. Tem 9,28 km² de área e sua população em 2019 foi estimada em 2.774 habitantes.